# Jižní rudomořský region
Jižní rudomořský region je jeden z regionů Eritreje. Leží na pobřeží Rudého moře, přičemž na západě sousedí s Severním rudomořským regionem, na jihu s Etiopií a na východě s Džibutskem. Rozkládá se na rozloze 27 600 km2 v nehostinné Danakilské poušti na území Danakilské prolákliny a je dlouhý asi 500 kilometrů (na šířku má ale pouhých 50 kilometrů). 
Leží zde jedno z nejvýznamnějších eritrejských měst zvané Assab; dále se zde nachází menší města Beilul, Rahayta a Tiyo. V regionu žije přibližně 300 tisíc obyvatel. Nejvyšším vrcholem v regionu je vrchol hora Ramlu, která se nachází v nadmořské výšce 2 248 m n. m. V regionu žije celá řada živočichů typických pro pouštní a polopouštní podnebí, jmenovitě například pes hyenový, různé druhy pštrosů, osel africký, hyeny, antilopy dikdik, liška pouštní, šakal čabrakový, gazela dorkas, gazela Soemmerringova či pavián pláštíkový.
Region patří podle klasifikace indexu lidského rozvoje mezi málo rozvinuté regiony, podobně jako zbytek Eritreje patří mezi nejchudší oblasti na světě.